# Riiankijärvi
Riiankijärvi är en sjö i Finland. Den ligger i kommunen Kittilä i landskapet Lappland, i den norra delen av landet, 800 km norr om huvudstaden Helsingfors. Riiankijärvi ligger 222,2 meter över havet. Arean är 7,8 hektar och strandlinjen är 1,7 kilometer lång. Sjön  ingår i Kemi älvs huvudavrinningsområde. 